# Distretto di Hanjiang (Yangzhou)
Il distretto di Hanjiang (邗江区S, Hánjiāng QūP) è un distretto della Cina, situato nella provincia di Jiangsu e amministrato dalla prefettura di Yangzhou.